# Butterdej
Butterdej er en dejtype, der opbygges med lag ved foldning og udrulning.

## Opbygning
Der laves en grunddej, der udover vand og hvedemel kan indeholde lidt smør og eventuelt andre ingredienser. Denne grunddej røres sammen, hvorpå man ruller den tyndt ud. På halvdelen lægger man tynde skiver af koldt smør, hvorpå man folder sammen og ruller dejen let, så smørret arbejdes ind i grunddejen. Processen gentages, optimalt så man man ender med et meget stort antal lag (op til 144 lag nævnt som optimalt, andre steder omtales færre lag som 80 eller blot 27 lag).
Dejen hæver uden brug af gær eller lignende midler; i stedet sker der en fordampning af vandet i smørret mellem lagene, hvilket giver bagværket sit lette præg.
Processen kan være noget besværlig, og derfor er det muligt at købe færdig butterdej.

## Anvendelse
Butterdej anvendes til en række bagværker som croissanter, tarteletter, wienerbrød, kager og kuvertbrød.

## Historie
Butterdejen er kommet til Danmark fra Wien, hvortil bagere kom i midten af 1800-tallet. De medbragte teknikken med at folde og rulle dejen, og på den baggrund opstod betegnelsen "wienerbrød".